# Riserva naturale di Stubba
La riserva naturale di Stubba (in svedese Stubba naturreservat, nelle lingue sami Stubbá) è una riserva naturale situata nel comune di Gällivare (contea di Norrbotten), nel nord della Svezia. Si estende su una superficie di 350 km² e confina con il parco nazionale di Muddus ad ovest e la riserva naturale di Sjaunja ad est. La riserva è attraversata dalla strada europea 45 e dalla linea ferroviaria Inlandsbanan.
La riserva copre una distesa di torbiere che, assieme a quelle di Sjaunja e di Muddus, forma la più grande zona di torbiere dell'Europa occidentale. Il terreno è prevalentemente pianeggiante, fatta eccezione per una cresta di piccole montagne dalle cime arrotondate che culminano con il Nietsakistjåkkå a 676 m. Il parco è in gran parte ricoperto da una foresta primaria di conifere, spesso associate a betulle. Proprio come la riserva di Sjaunja, che è stata riconosciuta sito Ramsar, anche Stubba ha un'avifauna molto ricca.
La riserva venne istituita nel 1988 e ingrandita nel 1996. Nello stesso anno venne integrata nel sito dell'«Area lappone», riconosciuto patrimonio dell'umanità dall'UNESCO. La riserva è stata nuovamente ingrandita nel 2011.